# Lee Majdoub
Lee Majdoub (em árabe: لي مجدوب(31 de maio de 1982) é um ator libanês-canadense. Ele é conhecido pelo seu papel como Agente Rocha na franquia de filmes Sonic the Hedgehog. Majdoub interpretou Ash Ketchum no curta-metragem feito por fãs Pokémon Apokélypse (2010), e apareceu nas séries de televisão The 100 e Dirk Gently's Holistic Detective Agency. Em 2023, ele interpretou Basim Ibn Ishaq, o protagonista do videogame Assassin's Creed Mirage da Ubisoft.

## Vida pessoal
Lee Majdoub nasceu em Trípoli, no Líbano. Ele morou na Itália e na Suíça quando criança antes de se mudar para Ottawa, Canadá, aos 9 anos de idade. Sua família se mudou para Montreal . Ele se formou na Universidade Estadual da Califórnia, em Long Beach, com bacharelado em engenharia mecânica em 2005. Por sugestão de sua irmã, ele começou a ter aulas de atuação quando tinha 20 anos, enquanto completava seus estudos.

## Carreira
O primeiro papel de Lee Majdoub no cinema foi uma pequena participação na série de televisão Bionic Woman de 2007. Ele continuou atuando com pequenos papéis no cinema e na televisão. No início e meados da década de 2010, Majdoub apareceu em papéis especiais em Arrow, Once Upon a Time, Unreal e Supernatural. Durante esse período, Majdoub foi escalado para interpretar Carter em See No Evil 2.
Em 2013, Majdoub se apresentou em uma produção do Belfry Theatre da peça Helen's Necklace. Em 2015, ele teve participação na produção do Belfry Theatre de Vanya e Sonia e Masha e Spike.
Em 2017, ele apareceu na segunda temporada da Dirk Gently's Holistic Detective Agency como Silas Dengdamor. Ele ganhou o prêmio de "Melhor Atuação Masculina Convidada em Série Dramática" por sua atuação no Leo Awards de 2018.  A partir de 2019, Majdoub desempenhou papéis recorrentes em You Me Her e The 100 . Ele foi novamente indicado para "Melhor Performance Convidada por um Homem em uma Série Dramática" por seu trabalho em You Me Her no Leo Awards de 2020,  e novamente na mesma categoria em 2021 pelo seu papel em The 100. 
Em setembro de 2018, Majdoub foi escalado para o filme live-action Sonic como Agente Rocha. Após o lançamento, o personagem interpretado pelo ator se tornou popular entre os fãs da franquia, que destacaram sua dinâmica com o Doutor Robotnik de Jim Carrey. Ele iria repetir o papel em Sonic 2 - O Filme (2022) e Sonic 3 - O Filme (2024).
Em setembro de 2022, Majdoub anunciou que dublaria Basim Ibn Ishaq, o protagonista do videogame Assassin's Creed Mirage, substituindo Carlo Rota.

## Filmografia

### Filme
| Ano  | Titulo                         | Papel           | Notas     |
| ---- | ------------------------------ | --------------- | --------- |
| 2010 | Tainted                        | Detetive 1      |           |
| 2010 | Pokémon Apokélypse             | Ash Ketchum     | Fan-made  |
| 2012 | Underworld: Awakening          | Desk Guard #1   |           |
| 2013 | One Foot in Hell               | Sanjay          | Telefilme |
| 2013 | One Night in Seattle           | The Wine Guy    |           |
| 2013 | Baby Sellers                   | Akshay          | Telefilme |
| 2013 | If I Had Wings                 | Mestre de obras |           |
| 2014 | ABCs of Death 2                | Office Temp     |           |
| 2014 | See No Evil 2                  | Carter          |           |
| 2015 | Mix                            | Vic             | Telefilme |
| 2016 | Dead Rising: Endgame           | Stark           |           |
| 2016 | Brain on Fire                  | Guy             |           |
| 2017 | The Mountain Between Us        | Tradutor        |           |
| 2018 | Dumbbells                      | Tom             | Telefilme |
| 2019 | Benchwarmers 2: Breaking Balls | Kashmir         |           |
| 2019 | Puppet Killer                  | Simon / Curtis  |           |
| 2020 | Sonic - O Filme                | Agente Rocha    |           |
| 2022 | Sonic 2 - O Filme              | Agente Rocha    |           |
| 2024 | Sonic 3 - O Filme              | Agente Rocha    |           |

### Televisão
| Ano        | Título                                  | Papel                   |
| ---------- | --------------------------------------- | ----------------------- |
| 2007       | Bionic Woman                            | Estudante               |
| 2008       | Psych                                   | Neil                    |
| 2011       | Shattered                               | Ramjit                  |
| 2011       | Fringe                                  | Paramédico              |
| 2013       | Emily Owens M.D.                        | Oficial Hewitt          |
| 2013       | Cult                                    | Rami                    |
| 2014       | Arrow                                   | Gholem Qadir            |
| 2015       | Unreal                                  | Rishi                   |
| 2015       | Proof                                   | Nate                    |
| 2015       | Once Upon a Time                        | Sir Kay                 |
| 2015       | Supernatural                            | Hannah / Guardian       |
| 2016       | The Magicians                           | The Djinn               |
| 2017       | Rogue                                   | Ozil                    |
| 2017       | Prison Break                            | Yasser                  |
| 2017       | Zoo                                     | Tad Larson              |
| 2017       | Travelers                               | Dr. Barker              |
| 2017       | Dirk Gently's Holistic Detective Agency | Silas Dengdamor         |
| 2018       | The Crossing                            | Mason Spencer           |
| 2018, 2019 | Superbook                               | Gamaliel / Anathoth Man |
| 2019–20    | You Me Her                              | Nathan                  |
| 2019–20    | The 100                                 | Nelson                  |
| 2020       | StarBeam                                | Mr. Singh               |
| 2024       | The Dragon Prince                       | Lyrennus (voz)          |

### Videogames
| Ano  | Título                     | Papel de voz                         | Notas |
| ---- | -------------------------- | ------------------------------------ | ----- |
| 2013 | Splinter Cell: Lista Negra | Vozes adicionais                     |       |
| 2014 | The Fall                   | ARID / Droid de segurança danificado |       |
| 2017 | FIFA 18                    | Repórter                             |       |
| 2017 | Need for Speed: Retorno    | Jason 'Barracuda' Monroe             |       |
| 2018 | The Fall 2                 | One / Amigo do Bar / Narrador        |       |
| 2018 | Dragalia Lost              | Leyasu                               | Voz   |
| 2023 | Assassin's Creed Mirage    | Basim Ibn Ishaq                      |       |